# Christopher Lee
Sir Christopher Lee (Belgravia, London, 27. svibnja 1922. – London, 7. lipnja 2015.) bio je engleski filmski i kazališni glumac.
Poznat je po ulogama Sarumana u filmovima o Gospodaru prstenova, grofa Dookua u zadnjim Star Wars-filmovima i po ulozi negativca u Jamas Bond filmu Čovjek sa zlatnim pištoljem. Prije je bio poznat po ulozi Drakule u nekoliko britanskih filmova.
Lee je završio Eton i Wellington College. Poslije toga je regrutiran a tijekom Drugog svjetskog rata služio je u RAF-u.
Poslije rata Lee započinje glumačku karijeru i specijalizira se za uloge negativaca u igranim filmovima. Između ostalih igrao je Fransisca Scaramanga u jednom James Bond filmu i grofa Drakulu u nekoliko filmova 1960-ih i 70-ih godina. 
2009. dodijeljena mu je titula viteza Knight Bachelor.

## Vanjske poveznice
- Christopher Lee u internetskoj bazi filmova IMDb-u (engl.)